# Georges Arts
Georges Arts (10 juli 1969) is een Belgisch voormalig betaald voetballer. Hij speelde meestal als centrale verdediger, of als verdedigende middenvelder. 

## Spelerscarrière
Georges Arts begon zijn carrière als voetballer in 1989 bij KVC Jong Lede, in de regio Aalst, in de Belgische vierde klasse. Arts speelde vervolgens vier seizoenen bij KFC Avenir Lembeek, waarmee hij in zijn eerste seizoen (1990–1991) de promotie naar derde klasse wist af te dwingen. In de jaren negentig kwam Arts verder ook uit voor Standaard Wetteren en Heirnis Gent; destijds waren deze clubs derdeklassers.
De Oost-Vlaming staat bekend om zijn periode in Eerste klasse als centrale verdediger van KSC Eendracht Aalst en RAA La Louvièroise eind jaren negentig en vlak na de eeuwwisseling. Hij bracht drie seizoenen door bij KSC Eendracht Aalst en was er basisspeler. Aalst degradeerde in mei 2002 wegens financiële problemen uit de hoogste afdeling en Arts snoof nieuwe lucht op. Tijdens zijn periode bij de Henegouwse club La Louvière (2002–2004) won hij de Beker van België in 2003. La Louvière versloeg Sint-Truiden in de finale.
Arts beëindigde in 2006 zijn profcarrière bij de toenmalige derdeklasser KSV Bornem.
Tegenwoordig is Georges Sportief Directeur van 1e nationaler in het Futsal FP Asse-Gooik.

## Clubstatistieken
| seizoen | club                      | land   | competitie           | duels | goals |
| ------- | ------------------------- | ------ | -------------------- | ----- | ----- |
| 1989/90 | KVC Jong Lede             | België | Vierde Klasse        | 25    | 9     |
| 1990/91 | KFC Avenir Lembeek        | België | Vierde Klasse        | 19    | 1     |
| 1991/92 | KFC Avenir Lembeek        | België | Derde Klasse         | 18    | 2     |
| 1992/93 | KFC Avenir Lembeek        | België | Derde Klasse         | 26    | 7     |
| 1993/94 | Standaard Wetteren        | België | Derde Klasse         | 23    | 4     |
| 1994/95 | Standaard Wetteren        | België | Derde Klasse         | 25    | 5     |
| 1995/96 | Standaard Wetteren        | België | Derde Klasse         | 25    | 6     |
| 1996/97 | Standaard Wetteren        | België | Derde Klasse         | 26    | 9     |
| 1997/98 | RRC Heirnis Gent          | België | Derde Klasse         | 26    | 7     |
| 1998/99 | RRC Heirnis Gent          | België | Derde Klasse         | 28    | 16    |
| 1999/00 | KSC Eendracht Aalst       | België | Eerste Klasse        | 26    | 2     |
| 2000/01 | KSC Eendracht Aalst       | België | Eerste Klasse        | 24    | 1     |
| 2001/02 | KSC Eendracht Aalst       | België | Eerste Klasse        | 27    | 1     |
| 2002/03 | La Louvière               | België | Eerste Klasse        | 27    | 0     |
| 2003/04 | La Louvière               | België | Eerste Klasse        | 15    | 0     |
| 2004/05 | Beringen-Heusden-Zolder   | België | Tweede Klasse        | 9     | 1     |
| 2005/06 | SV Bornem                 | België | Derde Klasse         | 14    | 0     |
| 2005/06 | Pallas Halle              | België | Futsal Eerste Klasse |       |       |
| 2006/07 | FC Kerksken               | België | Eerste Provinciale   |       |       |
| 2007/08 | KVC De Toekomst Borsbeke  | België | Eerste Provinciale   |       |       |
| 2007/08 | AC Jette                  | België | Futsal Eerste Klasse |       |       |
| 2008/09 | KSC De Schroevers Moorsel | België | Vierde Provinciale   |       |       |
| 2009/10 | Sporting Heldergem        | België | Derde Provinciale    |       |       |
| 2010/11 | Gooik-Neigem ZVC          | België | Futsal Derde Klasse  |       |       |

## Carrière na het voetbal
| seizoen | club                     | functie                          |
| ------- | ------------------------ | -------------------------------- |
| 2005/06 | Pallas Halle             | Speler/trainer (Zaalvoetbal)     |
| 2006/07 | FC Kerksken              | Speler/trainer                   |
| 2008/09 | Gooik-Neigem ZVC         | Speler/trainer (Zaalvoetbal)     |
| 2009/10 | Sporting Heldergem       | Speler/trainer                   |
| 2009/10 | FP Halle-Gooik           | Speler/trainer (Zaalvoetbal)     |
| 2010/11 | KVC De Toekomst Borsbeke | Trainer                          |
| 2010/11 | Gooik-Neigem ZVC         | Speler/trainer (Zaalvoetbal)     |
| 2011/12 | FP Asse-Gooik            | Sportief directeur (Zaalvoetbal) |
| 2012/13 | FP Asse-Gooik            | Sportief directeur (Zaalvoetbal) |
| 2013/14 | FP Asse-Gooik            | Sportief directeur (Zaalvoetbal) |
| 2013/14 | KVC Jong Lede            | Commercieel directeur            |
| 2014/15 | FP Asse-Gooik            | Sportief directeur (Zaalvoetbal) |

## Erelijst
| Beker van België | 1x | 2002/03 |